# Just Push Play
Albums de Aerosmith
Nine Lives
(1997) Honkin' on Bobo
(2004)
Singles
1. Jaded
Sortie : 21 décembre 2000
2. Just Push Play (promo)
Sortie : mai 2001
3. Fly Away from Here
Sortie : 2 juin 2001
4. Sunshine (promo)
Sortie : octobre 2001

Just Push Play est le 13e album studio du groupe de hard rock américain Aerosmith. Il est sorti le 6 mars 2001 sur le label Columbia Records. Pour produire cet album, Steven Tyler et Joe Perry s'associeront à Mark Hudson (producteur de Ringo Starr) et Marti Frederiksen sous le nom de "The Bonyard Boys".

## Historique
Cet album fut enregistré entre avril et décembre 2000, principalement dans les Boneyard et Bryer Patch Studios de South Shore dans le Massachusetts. Joey Kramer enregistra ses parties de batterie dans les studios Long View Farm  de North Brookfield, Massachusetts. 
Joe Perry déplora que pas une fois tous les cinq membres du groupe se trouvaient ensemble dans le studio pour enregistrer et avoua que cet album est celui qu'il aime le moins. L'album regorge de ballades, cinq, sur les treize titres que composent ce disque. Pour la première fois, un titre qui n'est pas signé par l'un des membres du groupe (hors reprises), en l'occurrence, Fly Away from Here, figure sur un album d'Aerosmith. 
La sortie de l'album sera suivie d'une tournée couvrant toute l'année 2001 et se terminant en janvier 2002. Quelques dates ont dû être annulées à la suite des attentats terroristes du 11 septembre 2001.
Cet album se classa directement à la deuxième place du Billboard 200 aux États-Unis, pays où il sera certifié disque de platine. On compte environ trois millions d'exemplaires vendus dans le monde. Le single Jaded se classa à la septième place du Billboard Hot 100.
L'illustration de la pochette est l'œuvre de l'artiste japonais, Hajime Sorayama. Elle représente un gynoïde, ayant l'apparence de Marilyn Monroe dans une scène du film Sept Ans de réflexion.

## Liste des titres
| No  | Titre              | Auteur                                       | Durée |
| --- | ------------------ | -------------------------------------------- | ----- |
| 1.  | Beyond Beautiful   | Steven Tyler / Joe Perry / Marti Frederiksen | 4:45  |
| 2.  | Just Push Play     | Tyler / Mark Hudson / Steve Dudas            | 3:51  |
| 3.  | Jaded              | Tyler / Frederiksen                          | 3:34  |
| 4.  | Fly Away From Here | Frederiksen / Todd Chapman                   | 5:01  |
| 5.  | Trip Hoppin        | Tyler / Perry / Frederiksen / Hudson         | 4:27  |
| 6.  | Sunshine           | Tyler / Perry / Frederiksen                  | 3:37  |
| 7.  | Under My Skin      | Tyler / Perry / Frederiksen / Hudson         | 3:45  |
| 8.  | Luv Lies           | Tyler / Perry / Frederiksen / Hudson         | 4:26  |
| 9.  | Outta Your Head    | Tyler / Perry / Frederiksen                  | 3:22  |
| 10. | Drop Dead Gorgeous | Tyler / Perry / Hudson                       | 3:42  |
| 11. | Light Inside       | Tyler / Perry / Frederiksen                  | 3:34  |
| 12. | Avant Garden       | Tyler / Perry / Frederiksen / Hudson         | 4:52  |
| 13. | Face               | Tyler / Perry / Frederiksen                  | 4:25  |

## Musiciens
Aerosmith
- Steven Tyler: chant, harmonica, piano, guitare et batterie additionnelle sur  Just Push Play, percussion, chœurs.
- Joe Perry: guitares, chœurs, pedal steel, chant sur "Drop Dead Gorgeous".
- Brad Whitford: guitares.
- Tom Hamilton: basse.
- Joey Kramer: batterie, percussions.

Musiciens additionnels
- Paul Santo: claviers sur Fly Away from Here et Avant Garden.
- Jim Cox: piano sur Fly Away from Here.
- Tower of Power : cuivres.
- Dan Higgins: saxophone et clarinet.
- Chelsea C.A.T. Tyler: chœurs sur Under My Skin.
- Liv Tyler: soupirs sur Avant Garden.
- Paul Caruso: programmation, loops.

## Singles
| Date | Titre              | chart               | Classement |
| ---- | ------------------ | ------------------- | ---------- |
| 2001 | Jaded              | Rock Tracks         | 1er        |
| 2001 | Jaded              | Hot 100             | 7e         |
| 2001 | Jaded              | Single Top 100      | 48e        |
| 2001 | Jaded              | Ö3 Austria Top 40   | 47e        |
| 2001 | Jaded              | Espagne Promusicae  | 18e        |
| 2001 | Jaded              | FIMI                | 11e        |
| 2001 | Jaded              | RMNZ Singles Top40  | 41e        |
| 2001 | Jaded              | Mega Top 50         | 54e        |
| 2001 | Jaded              | UK Singles Chart    | 13e        |
| 2001 | Jaded              | Sverigetopplistan   | 42e        |
| 2001 | Jaded              | Schweizer Hitparade | 30e        |
| 2001 | Just Push Play     | Rock Tracks         | 10e        |
| 2001 | Fly Away from Here | Hot 100             | 103e       |
| 2001 | Fly Away from Here | FIMI                | 40e        |
| 2001 | Fly Away from Here | Mega Top 50         | 99e        |
| 2001 | Fly Away from Here | Schweizer Hitparade | 94e        |
| 2001 | Sunshine           | Rock Tracks         | 23e        |

## Charts et certifications
| Pays         | Durée du classement | Meilleur classement |
| ------------ | ------------------- | ------------------- |
| Allemagne    | 10 semaines         | 6e                  |
| Australie    | 2 semaines          | 27e                 |
| Autriche     | 10 semaines         | 7e                  |
| Belgique (W) | 2 semaines          | 27e                 |
| Belgique (V) | 3 semaines          | 35e                 |
| Canada       | 3 semaines          | 2e                  |
| Danemark     | 9 semaines          | 19e                 |
| États-Unis   | 27 semaines         | 2e                  |
| Finlande     | 3 semaines          | 8e                  |
| France       | 6 semaines          | 32e                 |
| Italie       | 9 semaines          | 8e                  |
| Norvège      | 1 semaine           | 24e                 |
| Pays-Bas     | 6 semaines          | 32e                 |
| Royaume-Uni  | 6 semaines          | 7e                  |
| Suède        | 3 semaines          | 19e                 |
| Suisse       | 11 semaines         | 3e                  |

| Pays        | Certification | Ventes      | Date        |
| ----------- | ------------- | ----------- | ----------- |
| États-Unis  | Platine       | 1 000 000 + | 03/04/32001 |
| Royaume-Uni | Argent        | 60 000 +    | 22/07/2013  |
| Suisse      | Or            | 20 000 +    | 2001        |